# The Jerusalem Post
The Jerusalem Post – izraelska gazeta ukazująca się sześć razy w tygodniu. Dziennik wydawany jest w języku angielskim.
Założona w 1932 r., pierwotnie sympatyzowała z Partią Pracy.
Pierwszy numer ukazał się 1 grudnia 1932 roku jako „The Palestine Post”. Był kontynuacją i rozwinięciem ukazującego się od 1925 roku, anglojęzycznego biuletynu „The Palestine Bulletin”. Oprócz informacji z kraju i ze świata pierwszy numer zawierał program radiowy, listy od czytelników, spis kościołów i godziny ich otwarcia, repertuar teatralny i kalendarz wydarzeń sportowych. W dniu premiery gazeta liczyła 8 stron i miała 1200 egzemplarzy nakładu.
Decyzja o zmianie nazwy została podjęta w kwietniu 1950 roku. Od 1 maja 1950 gazeta ukazuje się pod tytułem „The Jerusalem Post”.
W 1990 r. gazeta została sprzedana kanadyjskiej prawicowej korporacji Hollinger Conrada Blacka, a w 2004 r. popadła w poważne tarapaty finansowe. Obecnie, pod nowym zarządem, „Jerusalem Post” bardzo dba o bezstronność polityczną. Gazeta ukazuje się od niedzieli do piątku, do wydania piątkowego dołączany jest informator kulturalny (sztuka, muzyka, teatr, telewizja i radio). W gazecie można także znaleźć przydatne informacje o usługach medycznych, nabożeństwach itp.